# 4172 Rochefort
A 4172 Rochefort (ideiglenes jelöléssel 1982 FC3) a Naprendszer kisbolygóövében található aszteroida. Henri Debehogne fedezte fel 1982. március 20-án.